# Dorstenia embergeri
Dorstenia embergeri är en mullbärsväxtart som beskrevs av Mangenot. Dorstenia embergeri ingår i släktet Dorstenia och familjen mullbärsväxter. Inga underarter finns listade i Catalogue of Life.